# Экономика Азербайджанской ССР
Экономика Азербайджанской ССР (азерб. Azərbaycan SSR iqtisadiyyatı) — составная часть экономики СССР, расположенная на территории Азербайджанской ССР. Входила в Закавказский экономический район.

## История
Декретом АзРевКома № 8 от 12 мая 1920 года леса, воды, недра объявлены государственной собственностью. Все акты и договоры о правах на недра частных лиц и обществ признаны утратившими силу. 27 мая 1920 года была национализирована нефтяная промышленность. Продажа нефти и нефтепродуктов объявлена государственной монополией.
С июня по ноябрь 1920 года банки, заводы, фабрики, Каспийский торговый флот, все отрасли промышленности объявлены государственной собственностью.
Декретом АзРевКома № 170 от 10 сентября 1920 года была национализирована внешняя торговля. Образован Народный Комиссариат внешней торговли. Право вести внешнеторговые операции предоставлено исключительно Народному Комиссариату внешней торговли.
17 мая 1921 года декретом АзРевКома было объявлено о переходе к новой экономической политике. Была ликвидирована продразвёрстка, введён продовольственный налог. Около 60 предприятий лёгкой и пищевой промышленности были сданы в аренду предпринимателям. Предприятия перешли на хозяйственный расчёт.
Начали создаваться тресты «Азшелк», «Азтекстиль», «Азсоль», «Азмуктрест» и иные.
5 октября 1922 года близ посёлка Лиман открыт новый морской порт.
Учреждена Бакинская торговая биржа.
В мае 1926 года в результате курса на индустриализацию была принята программа индустриализации Азербайджана.

## Органы управления
Общее руководство экономикой осуществлял созданный 28 апреля 1920 года Совет Народных Комиссаров Азербайджанской ССР. Руководство отдельным отраслями экономики осуществляли Комиссариаты. Экономика СССР, и, соответственно, экономика Азербайджанской ССР не носила рыночный характер. Всё определяло государственное планирование. Начало внедряться плановое производство и распределение вместо рыночной экономики. Для руководства производством внутри страны в мае 1920 года создан отдельный орган — Азербайджанский Совет Народного Хозяйства. Декретом АзРевКома от 20 июня 1920 года утверждено положение о Совете Народного Хозяйства.
АзСовНарХозу передано управление национализированными предприятиями, эксплуатация недр и распределение добытых полезных ископаемых. АзСовНарХоз выявлял потребность государства в непродовольственных товарах, и организовывал производство данных товаров предприятиями. Были созданы республиканский, областные и районные Советы народного хозяйства, каждый из которых осуществлял данные функции на своём уровне. Таким образом, государственное планирование в области производства устанавливалось на уровне района, области и республики. В составе СовНарХоза организовывались отделы и комитеты по отраслям производства.
Председатели АзСовНарХоза
- Н. Соловьёв
- Серебровский А. П.

## Экономические районы
В июне 1920 года территория Азербайджанской ССР поделена на 7 экономических районов: Бакинский, Степной, Ленкоранский, Карабахский, Гянджинский, Нухинский, Геокчайский.
В состав Бакинского экономического района входили Бакинский, Кубинский и часть Шемахинского уезда.
Центр — г. Баку.
В состав Степного экономического района входили Джеватский уезд, части Шемахинского и Геокчайского уездов. Центр — с. Петропавловка.
Ленкоранский экономический район состоял из Ленкоранского уезда. Центр — г. Ленкоран.
Карабахский экономический район — Зангезуриский, Джеванширский, Джебраильский, Шушинский уезды. Центр — г. Шуша.
Гянджинский экономический район — Гянджинский, Шамхорский, Товузский, Газахский уезды. Центр — г. Гянджа.
Нухинский экономический район — Нухинский уезд, Загатальский округ. Центр — г. Нуха.
Геокчайский экономический район — Агдашский уезд, часть Геокчайского уезда. Центр — г. Геокчай.

## Промышленность
Ведущие отрасли промышленности:
- нефтяная
- газовая
- химическая

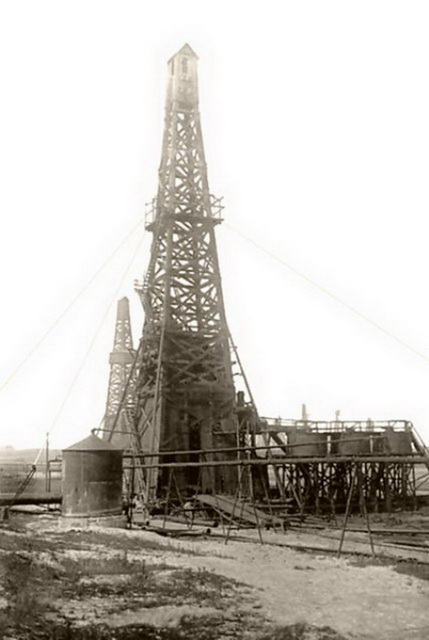
Первая советская буровая № 7575, Баку, 1924 г.

- машиностроительная и металлообрабатывающая
- лёгкая
- пищевкусовая

Азербайджан — старейший в СССР район добычи нефти (добывалась на Апшеронском полуострове, в Кура-Араксинской низменности, на морских промыслах) и газа. Нефтепереработка развита в Баку. В районе Дашкесана добывали железную руду, алунит. Около 90 % электроэнергии производилось на ТЭС. Крупнейшие ТЭС: Али-Байрамлинская ГРЭС, Азербайджанская ГРЭС, крупнейшая ГЭС — Мингечаурская ГЭС. Металлургическая промышленность (производство стали, стальных труб, алюминия, прокат цветных металлов) — в Сумгаите, Кировабаде. В машиностроении выделялось химическое и нефтехимическое машиностроение, развиты электротехническая, радиоэлектронная отрасли промышленности, приборостроение (основной центр — Баку). Предприятия химической и нефтехимической промышленности производили минеральные удобрения, серную кислоту, синтетический каучук и другое (Сумгаит, Баку). Производство строительных материалов (цемент, изделия из асбеста, железобетонные конструкции и другое). Из отраслей лёгкой промышленности наиболее развиты хлопчатобумажная, шёлковая, шерстяная, трикотажная, производство ковров (Баку, Кировабад, Мингечаур, Шеки, Степанакерт). Важные отрасли пищевой промышленности — консервная, чайная, переработка винограда.

В 1926 году начато строительство нефтеперерабатывающего крекингового завода.
В 1927—1928 годах сданы в эксплуатацию нефтеперегонный, сернокислотный, керосиново-бензиновый заводы.

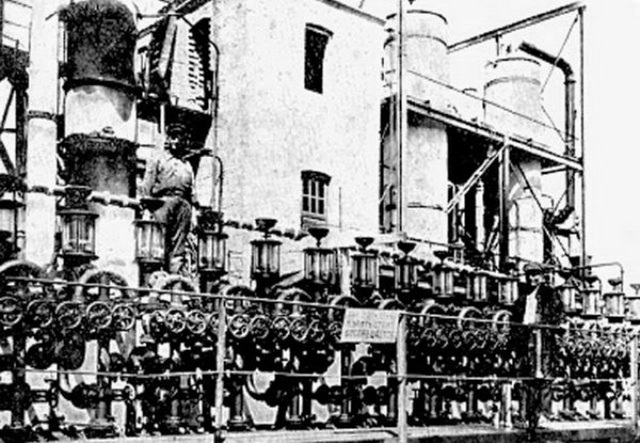
Трубчатый завод Вильке, Баку, 1920 г.
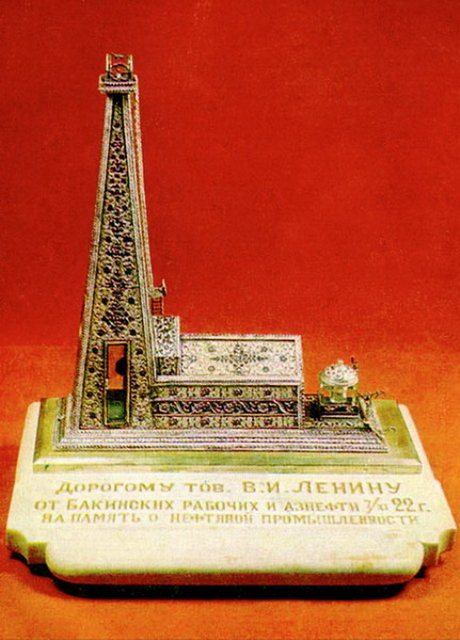
Подарок Ленину от бакинских рабочих и Азнефти, 7  ноября 1922 г.
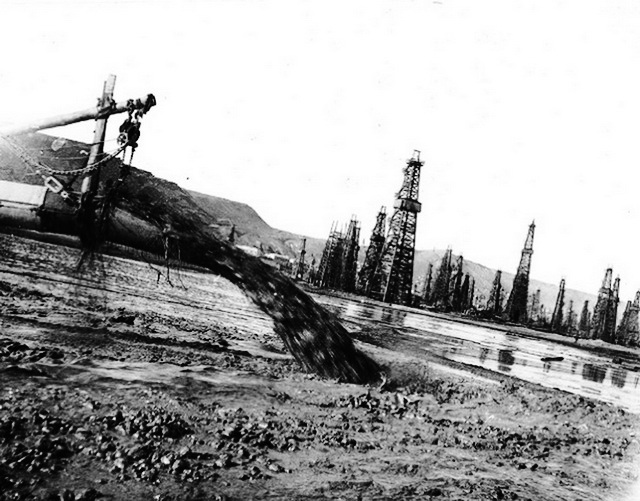
Бакинские нефтепромыслы в засыпанной бухте Ильича (Биби-Эйбат)

### Нефтяная промышленность
До 1920 года нефтяная отрасль находилась на самоуправлении, и управлялась Съездом бакинских нефтепромышленников. Государство не регулировало деятельность по добыче нефти.
27 мая 1920 года принят декрет АзРевКома № 18, которым нефтедобывающие, нефтеперерабатывающие, нефтеторговые, бурильные и нефтетранспортные предприятия объявлены государственной собственностью. Для управления нефтяной отраслью создан Азербайджанский нефтяной комитет (АзНефть). Комитет руководил нефтяной промышленностью и продажей нефти.
В 1930 году сдан в эксплуатацию нефтяной трубопровод "" «Баку — Батум» протяжённостью 822 км.
Функционировал нефтеперегонный завод им. Андреева.
В 1948 году в открытом море были построены нефтяные эстакады «Нефтяные Камни». В 1949 году на Нефтяных Камнях впервые в мире началась добыча нефти со дна моря.
В 1955 году была пробурена скважина глубиной 5 км, являвшаяся на тот момент самой глубокой скважиной СССР.
В 1961 году был введён в эксплуатацию Гарадагский газоперерабатывающий завод. В 1976 году введён в эксплуатацию Новобакинский нефтеперерабатывающий завод.
| Год       | 1920 | 1940 | 1965 | 1970 | 1971 |
| --------- | ---- | ---- | ---- | ---- | ---- |
| млн. тонн | 2,9  | 22,2 | 21,5 | 17   | 18   |

### Машиностроение
В 1924 году был создан завод им. лейтенанта Шмидта. Начал выпускать сверильные станки и глубинные насосы для нефтяной промышленности. В 1960 году был запущен Бакинский завод холодильников.

### Металлургия
В 1947 году был сдан в эксплуатацию Сумгаитский трубопрокатный завод, в 1955 — Сумгаитский алюминиевый завод.
В 1954 году построен Дашкесанский горно-обогатительный комбинат. В 1958 году были открыты сталелитейный завод (Баку), кабельный завод (Мингячевир).
В 1966 году введён в эксплуатацию алюминиевый завод в г. Гянджа.

### Химическая промышленность
Химическая промышленность в Азербайджане зародилась в 1926 году с открытием йодо-бромного завода. В 1930 году был открыт йодовый завод (Сураханы).
В 1953 году запушен завод синтетического каучука (Сумгаит). В 1959 году открыт Бакинский шинный завод.

## Сельское хозяйство
5 мая 1920 года декретом АзРевКома № 5 отменена частная собственность на землю. Земли ханов, беков, помещиков, религиозных учреждений конфискованы и переданы крестьянам на началах уравнительного землепользования. 13 июня 1920 года все сельскохозяйственные машины и оборудование, находящиеся в частной собственности, собственности предприятий были национализированы, и переданы в распоряжение Народного Комиссариата Земледелия. За национализированные средства производства выплачивалась компенсация в твёрдых ценах.
Были запрещены сделки с землёй, в том числе продажа с публичных торгов.
Сельское хозяйство носило государственный плановый характер. Крестьяне являлись работниками колхозов, совхозов. Не являлись крупными землепользователями. Граждане, в том числе крестьяне, имели право лишь на личный земельный надел.
Все посевные земли принадлежали государству. Соответственно, урожай принадлежал государству. Собранный урожай сдавался в государственные учреждения по заготовке урожая. Это касалось не только урожая зерна, но и плодов, овощей и иной выращиваемой продукции.
26 августа 1920 года была введена государственная монополия на торговлю зерном на территории всей Азербайджанской СССР. Была запрещена продажа зерна крестьянами. 22 сентября 1920 года введена продразвёрстка, по которой часть урожая согласно нормам потребления крестьяне оставляли себе, оставшуюся часть сдавали государству по твёрдым ценам.
Продразверстка была отменена в ноябре 1920 года, за исключением Кубинского и Ленкоранского уездов.
Сельские общества, уезды снабжались товарами, продуктами фабрично-заводской промышленности.
Декретом АзРевКома № 240 от 13.10.1920 года были созданы совхозы. Управление совхозами осуществлялось отделом совхозов Народного Комиссариата земледелия.
16 октября 1920 года была национализирована хлопковая отрасль. Управление отраслью передано в ведение АзСовНарХоза.
13 апреля 1922 года введён продналог. Облагались засеянные земли. Не подлежали обложению посевы хлопка, плантации шёлка. Сниженные ставки налога применялись к бахчеводству.
В 1929 году началось создание колхозов. На 1 января 1933 года уровень коллективизации сельского хозяйства составлял 45,4 %. На 1 января 1938 года он достиг 87,3 %. Количество тракторов составляло 1 428 единиц. К 1934 году действовало 806 колхозных товарных ферм.
На 1 января 1938 года в Азербайджанской ССР имелось 150 колхозов-миллионеров. Количество тракторов составило 4 540 единиц, имелось 320 комбайнов. К 1938 году количество колхозных товарных ферм достигло 4 069.
На 1938 год Азербайджанская ССР являлась второй в СССР по производству хлопка.
В 1986 году в республике насчитывалось 808 совхозов, 608 колхозов. Сельскохозяйственные угодья составляли 4,1 млн га, из них:
- пашня — 1,4 млн га,
- пастбища — 2,1 млн га.

Площадь орошаемых земель — 1,33 млн га (1986 год).
Земледелие давало свыше 70 % стоимости валовой продукции сельского хозяйства. Главная техническая культура — хлопчатник (сбор хлопка-сырца 784 тыс. т в 1986 году), основные посевы которого располагались на Кура-Араксинской низменности. В предгорьях Большого и Малого Кавказа выращивали высококачественные сорта табака, на Ленкоранской низменности — чай. 31 % посевов занималось зерновыми культурами. Азербайджанская ССР — одна из всесоюзных баз раннего овощеводства (855 тысяч т в 1986 году). Развиты плодоводство, виноградарство (1539 тысяч т в 1986 году). Распространены субтропические культуры: гранат, инжир, айва и другие. Мясо-шёрстное овцеводство и мясо-молочное скотоводство. Поголовье (на 1987 год, в млн голов): крупный рогатый скот — 2,0, овец и коз — 5,7. Шелководство.

## Транспорт
Основной вид транспорта — железнодорожный. Эксплуатационная длина (на 1986 год):
- железных дорог — 2,07 тыс. км,
- автодорог — 24,4 тыс. км (в том числе с твёрдым покрытием — 22,8 тыс. км).

Крупный морской порт — Баку, который связан железнодорожным паромом с Красноводском (Туркменская ССР). Действовали нефтепроводы: Баку — Батуми, Али-Байрамлы — Баку; газопроводы: Карадаг — Акстафа с ответвлениями на Тбилиси и Ереван и другие.
В 1926 году была введена в эксплуатацию первая электрифицированная железная дорога в СССР — Баку — Сабунчи — Сураханы.
В 1940 году была открыта железная дорога Баку — Джульфа  протяжённостью 409 км.
В 1937 году началось регулярное авиасообщение Москва — Баку.

## Электроэнергетика
В 1927—1940 годах было открыто несколько десятков гидро- и теплоэлектростанций. Произошёл рост производства электроэнергии с 0,1 до 1,8 млрд. кВт.-ч.

В 1954 году введена в эксплуатацию Мингечевирская ГЭС.

В 1954 году была пущена в эксплуатацию электростанция в г. Баку, в 1968 году — в Али Байрамлы.
| Год         | 1970 |
| ----------- | ---- |
| млрд. кВт-ч | 12   |

## Строительный сектор
16 октября 1920 года учреждён Азербайджанский комитет государственных сооружений (Комгосор) при Азербайджанском Совете народного хозяйства. Комитет занимался разработкой планов государственного строительства.
Всё государственное строительство в стране осуществлялость данным комитетом.
В 1951 году введён в эксплуатацию Гарадагский цементный завод.